# جيمس هايز
جيمس هايز (بالإنجليزية: James Martin Hayes)‏ (و. 1924 – 2016 م) هو كاهن كاثوليكي كندي، ولد في هاليفاكس، توفي عن عمر يناهز 92 عاماً.

## مناصب
تولى منصب archbishop of Halifax-Yarmouth ‏ (22 يونيو 1967–6 نوفمبر 1990)
- أسقف كاثوليكي..